# Machaerium nicaraguense
Espèce
Statut de conservation UICN

 EN C2a : En danger
Machaerium nicaraguense est une espèce de plantes à fleurs dicotylédones de la famille des Fabaceae, sous-famille des Faboideae, originaire d'Amérique centrale.